# 刻赤

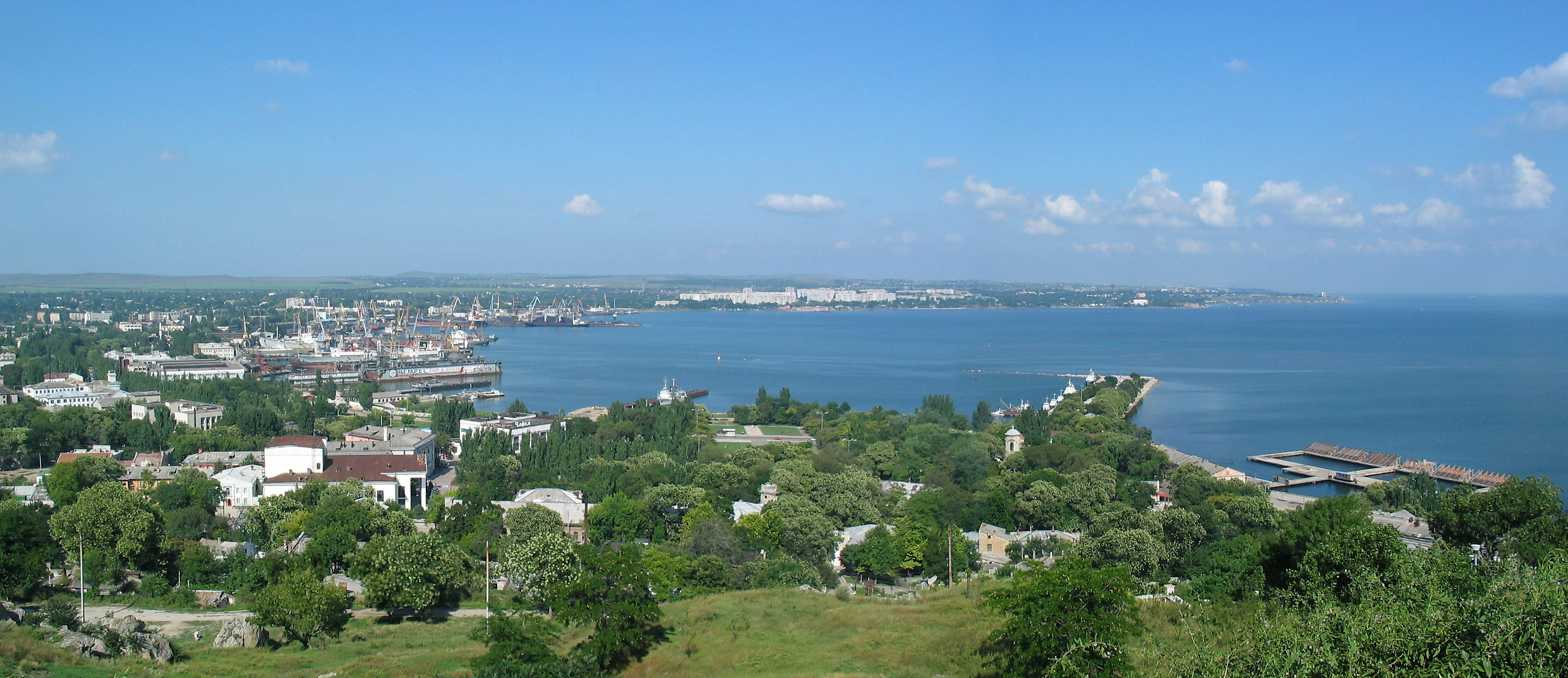
克赤景觀

刻赤（羅馬化：Kerch），位於克里米亞半島東側的刻赤半岛，人口数量为147,033人（2014年），法理上是烏克蘭克里米亞自治共和國刻赤区的城市，但事实上是俄罗斯控制下的克里米亞共和國的直辖市。
2,600年前，由希腊人来到这里并殖民（詳見黑海北部沿岸的古希腊殖民地），这是希腊人在克里米亚最早的据点之一。刻赤在20世纪20年代发展迅速。二战期间，刻赤成为了苏德之间的主要战场（刻赤半岛战役）之一。
如今，刻赤是克里米亚半岛上最大的城市之一，是刻赤海峽中最重要的港口，也是半岛中重要的工業、運輸與旅遊中心之一。
2014年克里米亞危機后乌克兰和俄罗斯均主张为自己领土。

## 历史

### 早期历史
考古学证据表明，该地区在公元前17-15世纪就有人类居住。
刻赤的城市历程开始于前7世纪，一支来自米利都的殖民队在现代刻赤的地点建立了一座城邦，并将其命名为潘提卡彭，其卫城就是当今的米特里达山。此后潘提卡彭逐渐征服了周边的诸城邦，在前480年左右成为了博斯普鲁斯王国的首府。在米特里达梯六世执政期间，潘提卡彭成为了更具有影响力的本都王国的首府。
潘提卡彭由于处于欧洲和中亚贸易的十字路口，因此发展极其迅速。主要从事粮食和腌鱼的出口以及酿酒业。此外，潘提卡彭能自行铸造钱币。根据现存的史料记载，如今水量已经很小的Melek-Chesme河在博斯普鲁斯王国时期是可通航的，海洋用桨帆船都可以进入这条河。从民族成分上来说，潘提卡彭最多的是斯基泰人，其次是萨尔马提亚人。
在公元1世纪，潘提卡彭受到东哥特人的入侵。375年，这座城市被匈人毁灭。
此外，前6世纪上半叶，爱奥尼亚人在潘提卡彭的东北4公里处建立了名为Myrmekion的城市，如今这座城市在刻赤的东部。

### 中世纪
6世纪以来，潘提卡彭一直处在拜占庭帝国的统治之下。查士丁尼一世时期，在当地建造了一座名为博斯普尔（Bospor）的城堡，作为希腊正教会的博斯普鲁斯主教教区的心脏。576年，潘提卡彭抵御住了一次来自突厥人和匈人部落乌提古尔的围攻。
7世纪，这座城市被可萨人占领，并根据突厥语“karşı”被命名为刻赤，意为“对面”。可萨时期刻赤的主要官员为吐屯，基督教为城市中的主流信仰。刻赤的圣若翰洗者大教堂建立于717年，是乌克兰地区最古老的基督教堂。
随着10世纪可萨人的衰落以及基辅罗斯的崛起，刻赤成为了可萨汗国的中心。最终，1016年，可萨汗国在拜占庭帝国和基辅罗斯的攻击下灭亡。
10世纪以来，刻赤成为斯拉夫人的领地。刻赤成为了罗斯诸国、克里米亚、高加索以及东方诸国的贸易中心。
13世纪，刻赤连同整个克里米亚受到蒙古人的入侵。蒙古人的统治结束之后，1318年，刻赤变成热那亚的一个殖民地，成为了一个主营制盐和渔业的海港。
1475年，刻赤成为了奥斯曼帝国的领土。在奥斯曼统治期间，刻赤沦为了奴隶市场，并进入了衰退期。并且在此期间刻赤长期受到扎波罗热哥萨克的侵扰。

### 18-20世纪
为了应对俄罗斯人在亚速海地区实力的不断膨胀。奥斯曼人在刻赤海峡的海岸处建立了叶尼卡尔要塞，1706年完工。1771年俄罗斯帝国出兵克里米亚并接近刻赤，奥斯曼帝国决定放弃抵抗，根据库楚克开纳吉和约，刻赤城以及Yeni-Kale城堡并入俄罗斯领土，奥斯曼势力几近退出克里米亚。
1790年，在海军上将费奥多尔·费奥多罗维奇·乌沙科夫的指挥下，俄罗斯海军在刻赤海峡海战中击败了土耳其舰队。
由于良好的地理位置，自1821年以来，刻赤成为了重要的贸易和渔业港口。考古博物馆和教育机构林立。利用刻赤半岛丰富的铁矿资源，一家铁制品工厂在1846年开始运营。
1855年，克里米亚战争中，刻赤被英国军队摧毁。
19世纪末期，大量机械厂、水泥厂、罐头食品厂和卷烟厂出现。1900年，刻赤通了火车，刻赤海峡的航路也得到了扩展。此时刻赤人口已经达到了33,000。
经过了第一次世界大战和俄国内战，刻赤的城市状况有所衰退，但在20世纪20年代开始复苏，多门类的工业，特别是铁矿开采和冶金，开始迅猛发展，直至1939年，刻赤的人口达到了104,500。

### 第二次世界大战
在第二次世界大战中，刻赤成为了苏联红军与法西斯军争夺的地点。经过了激烈的拉锯，刻赤于1941年11月被德军占领。12月26日，苏军第302步枪师在克赤的西南角登陆，31日重新夺回了刻赤。1942年，德军再次占领刻赤。在刻赤半岛战役中，苏军死伤及被俘总计160,000人。1943年10月31日，又一次苏联海军的登陆作战开始，刻赤于1944年4月11日重新被苏联收复。
德国侵略者总共杀死了15,000名刻赤市民，此外还驱逐了14,000人。在纽伦堡审判中，德军在刻赤的种种恶性的证据被悉数公开。战后，刻赤被授予了英雄城市的殊荣。
城市郊外的Adzhimushkay采石场是对抗侵略者的游击战根据地（Adzhimushkay采石场保卫战）。数千名士兵和难民在这里避难并随时准备反抗。许多人就此长眠地下，其中一部分死于德军毒气攻击。如今在Adzhimushkay采石场的旧址有一座纪念碑，纪念这些为保卫祖国而牺牲的人们。

## 氣候
刻赤具有亞熱帶濕潤氣候，涼爽到寒冷的冬季和溫暖到炎熱的夏天。
| 刻赤                | 刻赤          | 刻赤         | 刻赤        | 刻赤        | 刻赤        | 刻赤        | 刻赤        | 刻赤        | 刻赤        | 刻赤        | 刻赤         | 刻赤        | 刻赤          |
| 月份                | 1月           | 2月          | 3月         | 4月         | 5月         | 6月         | 7月         | 8月         | 9月         | 10月        | 11月         | 12月        | 全年          |
| ------------------- | ------------- | ------------ | ----------- | ----------- | ----------- | ----------- | ----------- | ----------- | ----------- | ----------- | ------------ | ----------- | ------------- |
| 历史最高温 °C（°F） | 15.6 (60.1)   | 17.5 (63.5)  | 23.4 (74.1) | 26.8 (80.2) | 30.6 (87.1) | 34.9 (94.8) | 37.4 (99.3) | 37.2 (99.0) | 33.2 (91.8) | 30.9 (87.6) | 22.7 (72.9)  | 19.4 (66.9) | 37.4 (99.3)   |
| 平均高温 °C（°F）   | 3.5 (38.3)    | 3.8 (38.8)   | 7.8 (46.0)  | 14.3 (57.7) | 20.2 (68.4) | 25.0 (77.0) | 28.1 (82.6) | 27.8 (82.0) | 22.6 (72.7) | 16.3 (61.3) | 9.8 (49.6)   | 4.3 (39.7)  | 15.4 (59.7)   |
| 日均气温 °C（°F）   | 0.6 (33.1)    | 0.4 (32.7)   | 3.8 (38.8)  | 9.8 (49.6)  | 15.4 (59.7) | 20.3 (68.5) | 23.4 (74.1) | 23.1 (73.6) | 17.9 (64.2) | 12.2 (54.0) | 6.2 (43.2)   | 2.4 (36.3)  | 11.3 (52.3)   |
| 平均低温 °C（°F）   | −2.1 (28.2)   | −2.6 (27.3)  | 0.5 (32.9)  | 5.8 (42.4)  | 10.8 (51.4) | 15.5 (59.9) | 18.6 (65.5) | 18.4 (65.1) | 13.3 (55.9) | 8.3 (46.9)  | 3.2 (37.8)   | −0.3 (31.5) | 7.5 (45.5)    |
| 历史最低温 °C（°F） | −23.7 (−10.7) | −23.1 (−9.6) | −15.6 (3.9) | −6.5 (20.3) | −0.6 (30.9) | 3.4 (38.1)  | 9.9 (49.8)  | 7.5 (45.5)  | 1.0 (33.8)  | −5.4 (22.3) | −11.8 (10.8) | −17.6 (0.3) | −23.7 (−10.7) |
| 平均降水量 mm（）   | 33 (1.3)      | 32 (1.3)     | 33 (1.3)    | 31 (1.2)    | 30 (1.2)    | 55 (2.2)    | 35 (1.4)    | 50 (2.0)    | 37 (1.5)    | 29 (1.1)    | 44 (1.7)     | 43 (1.7)    | 452 (17.8)    |
| 平均降雨天数        | 10            | 9            | 10          | 11          | 9           | 10          | 6           | 6           | 8           | 9           | 11           | 11          | 110           |
| 月均日照時數        | 71.3          | 87.6         | 145.7       | 189.0       | 272.8       | 306.0       | 334.8       | 306.9       | 252.0       | 182.9       | 90.0         | 55.8        | 2,294.8       |
| 来源：香港天文台    |               |              |             |             |             |             |             |             |             |             |              |             |               |